# توماس آیه
توماس آیه (دانمارکی: Thomas Eje؛ زادهٔ ۱۵ مارس ۱۹۵۷) بازیگر، سرگرم‌کننده، نقاش، موسیقی‌دان و خواننده اهل دانمارک است.
از فیلم‌هایی که وی در آن‌ها نقش داشته است، می‌توان به فرشته شب اشاره نمود.